# Grand Prix Formule 1 van San Marino 1997
De Grand Prix Formule 1 van San Marino 1997 werd gehouden op 27 april 1997 in Imola.

## Verslag

### Kwalificatie
Jacques Villeneuve verzekerde zich van zijn vierde pole-position van het seizoen, met zijn teammaat Heinz-Harald Frentzen naast zich. Het Williams-duo werd gevolgd door Michael Schumacher, Olivier Panis en Ralf Schumacher.

### Race
Frentzen won zijn eerste race, mede dankzij de opgave van Villeneuve. Hij kampte met versnellingsbakproblemen. Gerhard Berger startte in zijn 200ste Grand Prix, maar spinde vroeg van de baan.

## Uitslag
| Positie | Nr | Rijder                | Team              | Ronden | Tijd/Opgave         | Startplaats | Punten |
| ------- | -- | --------------------- | ----------------- | ------ | ------------------- | ----------- | ------ |
| 1       | 4  | Heinz-Harald Frentzen | Williams-Renault  | 62     | 1:31:00.673         | 2           | 10     |
| 2       | 5  | Michael Schumacher    | Ferrari           | 62     | +1.237              | 3           | 6      |
| 3       | 6  | Eddie Irvine          | Ferrari           | 62     | +1:18.343           | 9           | 4      |
| 4       | 12 | Giancarlo Fisichella  | Jordan-Peugeot    | 62     | +1:23.388           | 6           | 3      |
| 5       | 7  | Jean Alesi            | Benetton-Renault  | 61     | +1 ronde            | 14          | 2      |
| 6       | 9  | Mika Häkkinen         | McLaren-Mercedes  | 61     | +1 ronde            | 8           | 1      |
| 7       | 17 | Nicola Larini         | Sauber-Petronas   | 61     | +1 ronde            | 12          |        |
| 8       | 14 | Olivier Panis         | Prost-Mugen-Honda | 61     | +1 ronde            | 4           |        |
| 9       | 19 | Mika Salo             | Tyrrell-Ford      | 60     | +2 rondes           | 19          |        |
| 10      | 18 | Jos Verstappen        | Tyrrell-Ford      | 60     | +2 rondes           | 21          |        |
| 11      | 20 | Ukyo Katayama         | Minardi-Hart      | 59     | +3 rondes           | 22          |        |
| NF      | 2  | Pedro Diniz           | Arrows-Yamaha     | 53     | Versnellingsbak     | 17          |        |
| NF      | 3  | Jacques Villeneuve    | Williams-Renault  | 40     | Versnellingsbak     | 1           |        |
| NF      | 10 | David Coulthard       | McLaren-Mercedes  | 38     | Motor               | 10          |        |
| NF      | 22 | Rubens Barrichello    | Stewart-Ford      | 32     | Motor               | 13          |        |
| NF      | 16 | Johnny Herbert        | Sauber-Petronas   | 18     | Elektrisch probleem | 7           |        |
| NF      | 11 | Ralf Schumacher       | Jordan-Peugeot    | 17     | Versnellingsbak     | 5           |        |
| NF      | 15 | Shinji Nakano         | Prost-Mugen-Honda | 11     | Botsing             | 18          |        |
| NF      | 1  | Damon Hill            | Arrows-Yamaha     | 11     | Botsing             | 15          |        |
| NF      | 8  | Gerhard Berger        | Benetton-Renault  | 4      | Gespind             | 11          |        |
| NF      | 23 | Jan Magnussen         | Stewart-Ford      | 2      | Gespind             | 16          |        |
| DNS     | 14 | Jarno Trulli          | Minardi-Hart      | 0      | Versnellingsbak     | 20          |        |

## Statistieken
| Pole-position | Jacques Villeneuve    | Williams-Renault | 1:23.303 |
| Snelste ronde | Heinz-Harald Frentzen | Williams-Renault | 1:25.531 |

## Noot
- Dit was de tweehonderdste Grand Prix-start voor Gerhard Berger. Hiermee was Berger na Riccardo Patrese, Nelson Piquet en Andrea de Cesaris de vierde coureur die minstens 200 Grands Prix had gereden.
- Eerste Grand Prix-winst voor Heinz-Harald Frentzen.

1981 · 1982 · 1983 · 1984 · 1985 · 1986 · 1987 · 1988 · 1989 · 1990 · 1991 · 1992 · 1993 · 1994 · 1995 · 1996 · 1997 · 1998 · 1999 · 2000 · 2001 · 2002 · 2003 · 2004 · 2005 · 2006